# Fermi Gamma-ray Space Telescope

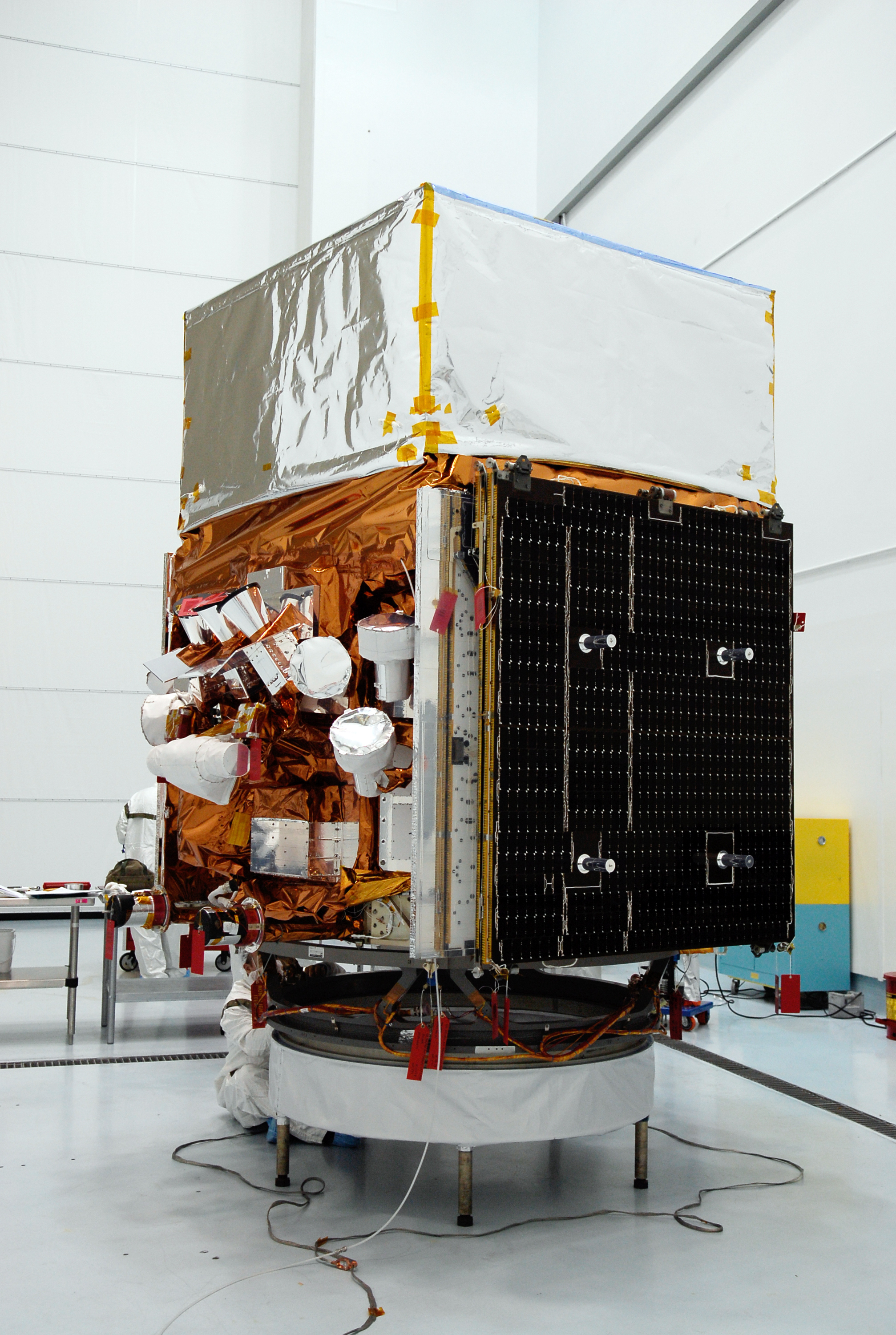

Kosmická observatoř Fermi Gamma-ray Space Telescope (česky zkracováno na družice Fermi) je umělá družice Země, kterou americká NASA vypustila v roce 2008 a vybavila ji největším detektorem záření gama (gamateleskop LAT) na světě. Je pojmenována po italském fyziku Enrico Fermim.

## Objevy
- Nova V407 Cygni v souhvězdí Labutě jako doposud neznámý zdroj záření gama, unikátní objev.
- Vznik proudu pozitronů v prudkých tropických bouřích na Zeměkouli.
- Doposud neznámé galaktické útvary gama záření nacházející se v severojižní ose středu naší galaxie o rozměrech 25 000 světelných let.